# Acrostolium
|  | No s'ha de confondre amb Mascaró de proa. |

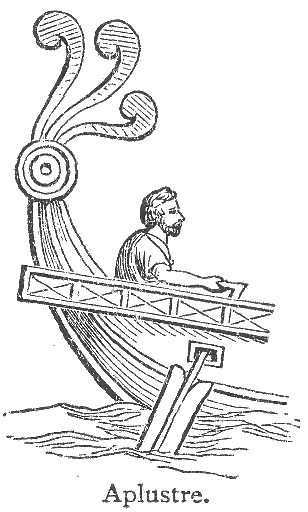

Un acrostolium  (del grec: akrostolion, ἀκροστόλιον, que significa "vestiment alt"); és el terme llatí per a una característica decorativa en una extensió corbada cap amunt a la proa de les antigues galeres de les marines romana, grega i d'altres, així com a les galeres medievals. Es feia en forma d'escorpins, peixos o cua de drac. Una de les finalitats d'aquest detall decoratiu de la proa del vaixell era la propiciació dels déus marins i la protecció de les tempestes. Es considera el predecessor del mascaró de proa.
El diccionariThe Oxford Companion to Ships and the Sea el descriu com "l'ornament simbòlic, generalment en forma d'escut o casc, que els antics vaixells grecs o romans portaven inicialment a les proes per buscar el favor dels déus marins o per allunyar-se'n. va ser el precursor del mascaró de proa amb què es decoraven, i alguns encara han romàs en els vaixells més moderns", tot i que algunes fonts i diccionaris els situen a la popa.
Unes versions d'acrostolium també es van incloure a les columnes rostrals que marcaven esdeveniments marítims importants.

## Aphlaston
Els aphlaston o aplustre (del grec: ἄφλαστον) s'utilitzaven a les antigues naus gregues i romanes antigues (unirems, birems, trirems, etc.),   sovint com un ventall florit en una extensió corbada cap amunt de la roda de popa del vaixell (part posterior, vegeu el gravat.)